# Laina Hadengue
Laina Hadengue, née le 26 juin 1962 à Valence, est plasticienne, artiste peintre et vidéaste française.  
Elle expose dans des galeries internationales et participe au Festival de courts-métrages de Paris Courts Devant. Une de ses œuvres a fait également l'objet d'une censure sur Instagram, pour un sein dénudé qui apparaît.

## Biographie

### Enfance et formation
Laina Hadengue nait le 26 juin 1962 à Valence dans une famille à vocation artistique. Originaire de Ste Maxime, elle grandit en région Provence Alpes-Côte d’Azur. Elle est la nièce de Philippe Hadengue écrivain français et l'arrière-petite-fille de Louis Michel Hadengue, peintre impressionniste français, élève de Léon Bonnat et ami de Gustave Caillebotte, Henri de Toulouse-Lautrec et Raoul Dufy. Également descendante, de Victor Duruy, homme politique et historien français et de son fils Georges Duruy, son arrière-grand-père, historien et romancier français, elle attache une grande importance à l'art, l'histoire et la littérature.

### Plasticienne, artiste peintre et vidéaste
Elle commence à peindre à l'âge de 15 ans. Son parcours d'autodidacte l'amène à explorer d'abord la Peinture Figurative, utilisant essentiellement la technique de la peinture à l'huile pendant 15 ans. Puis son travail évolue vers une forme de plus en plus abstraite avec l'introduction de toutes sortes de matériaux et d'objets incorporés à la toile, aboutissant avec l'adjonction de Plexiglas à donner un aspect 3D de peinture-sculpture à son œuvre.
Son œuvre fait l'objet d'une présentation sur France Inter par le critique d'art et chroniqueur Jean-Marc Stricker dans l'émission On sort, le 19 juin 1993. Elle est la première artiste française dont les œuvres en plexiglas sont exposées à New-York dans l'espace Chelsea 27. La propriétaire de la galerie, Christine Jeanquier , salue une «militante féministe».
Revenue d'une exposition en Corée au Séoul Art Center manif en 2007, elle est alitée durant une longue période pour cause de hernie discale.
Durant cette période, elle se forme à de nouveaux matériaux et réalisera sa première vidéo d'art contemporain "Conscience effet mère". en étroite collaboration avec Neige Salinas chorégraphe et interprète. Le film est sélectionné dans la catégorie "Meilleur film d'artiste" au Festival de courts métrages Courts devant . Son film sera projeté en salle au Cinéma des Cinéastes à Paris en 2014.
À partir de 2013, Laïna Hadengue revient à la peinture à l'huile avec un travail Figuratif mêlant Hyperréalisme et Surréalisme dans sa série Mes portraits insolites. Ce travail est présenté lors de la Biennale de Venise 2017 au Palazzo Mora, Centre Culturel Européen.
Elle crée le blog éditorial : L'art sans muselière ayant pour thématique: la liberté de création et la place de l'art dans le monde d'aujourd'hui avec la contribution d'artistes, journalistes, écrivains et philosophes.
Ses œuvres participent à de nombreuses expositions individuelles et collectives en Europe, en Asie et aux États-Unis. Elles font partie de plusieurs collections remarquables au Musée de Borneim en Belgique, la collection privée  Graham Lambert en Angleterre.
En 2025 elle achève son premier roman autobiographique.

## Controverse
En 2018, sa peinture Le fil des jours est  censurée sur  Instagram pour un sein dénudé. L'artiste publie une lettre ouverte aux journalistes , plusieurs médias et personnalités relaient cette affaire Ouest-France, Philippe Godin sur un blog hébergé par Libération, France Culture Mathile Serrell, Catherine Millet soutient l'artiste dans Artpress, La Dépêche, Radio Campus...Béatrice Colin rappelle dans le journal 20 minutes que sa peinture symbolise avant tout « l’automne de la vie d’une femme à l’âge de la ménopause et la fin de la fécondité ».

## Expositions
- Sélectionnée pour représenter la France en 2025 pour une exposition internationale "Women in Art" au Art Palace de Prague.
- Gallery Benjamin Eck Munich
- 2020 Conférence sur la place de la femme artiste dans l'histoire de l'art Aix en Provence
- 2018 MP automne 2018[15]
- 2017  Exposition à la  Biennale de Venise, Palazzo Mora, centre Culturel Européen[16], Italie

- 2016: Artemisia gallery NY, Spring Show et Azart gallery, New York[17]
- 2016 : H2M – Espace d'Art Contemporain- Hôtel Marron de Meillonnas, Lyon
- 2015 : Biennale d'Issy Art Contemporain[18]
- 2015 : Artemisia Gallery NY, New York[19]
- 2015: Projection en salle au Cinema des cinéastes en 2015 de Conscience Effet mère, interprétation et chorégraphie de Neige Salinas
- 2015 : Sélection dans la catégorie Meilleur film d'artistesau Festival de courts-métrages de Paris[20], Paris
- 2015 : Artemisia Gallery NY, Select Art fair. New York

- 2015 : Artemisia Gallery NYC, Londres
- 2015 : Artemisia Gallery NYC, New York[21]

- 2014 : Biennale d'Issy, Paris[22]
- 2013: Artemisia Gallery NYC, New York[21]
- 2009 : Galerie Arcos, Italie
- 2008 : AAF, Londres
- 2008:  Espace Dialogos, Cachan
- 2008 : Artemisia Gallery NYC, Londres[21]
- 2007:  Centre des arts de Séoul, SéoulCorée du   Sud[23]
- 2007 : Artemisia Gallery NYC, Londres
- 2007 Art center Art Metz, Metz
- 2007: Participation au mouvement DegradArte, Rome, Italie
- 2006: Artemisia Gallery, Londres
- 2005: Galleria Transito, Italie[24].
- 2002: Center Contemporary Art, Grande Arche de La Défense, Paris[25]
- 2002: Communication and Art Gallery, Paris
- 2001: Contemporary Art Space, Bornem, Belgique

## Prix et distinctions
- En 2025, Laïna Hadengue a été sélectionnée pour représenter la France lors de l'exposition internationale "Women in Art" au Art Palace de Prague.
- Sélctionnée pour la Biennale de Venise 2017 au Palazzo Mora à Venise.
- Sélectionnée avec le film Effet mère dans la catégorie Meilleur film d'artistes au festival Courts Devant présidé par Julie Gayet et Lambert Wilson en  2015[6].
- Coup de cœur du salon Art Southampton avec le tableau The first laugh à Southampton aux États-Unis.
- Sélectionnée pour la Biennale d'Issy à Paris en 2013.
- Prix Contemporary Art space for Dialogos, catégorie The greatest innovation en 2006[26]
- Coup de cœur pour l'exposition Des gouts et des couleurs[27] de l'Espace d'Art Contemporain Auvergnes-Rhônes-Alpes.